# Független Irodalmi Napok
 Független Irodalmi Napok   (FIN) kamara versfesztivál.  Első alkalommal 2005-ben rendezték Salföldön az Aligvár major területén repkénnyel befutott, toszkán hangulatot idéző romkertben, egy régi kőpajta romjai között.

## Előzmények
A fesztivál ötlete Villányi G. András (VGA) költő-műfordítótól származik, aki Balázs László Gábor (BLG) előadóművészben talált rá első és állandó partnerére elképzelése megvalósításához. Az előadások hamarosan versszínházi tendenciákat öltöttek, különösen a BLG válogatta főként klasszikus és magyar költőket valamely tematika szerint megjelenítő alkalmakon. 
A név a fesztivál független mivoltára utalt a hasonló időben és helyszínen tartott kapolcsi eseményektől is, illetve arra, hogy szervezői művészi elképzeléseiket támogató és kompromisszumok nélkül kívánták megvalósítani.

## Története
2005. július, Salföld
1. „Ariel és az Ínyenc énekei” (Villányi G. András és Balázs László Gábor)
2. „Kő, Tűz, Ember” (Balázs László Gábor)

2006. július, Salföld
1. „Mámorból csent kortyok” Versek összekóstolása borokkal. (Villányi G. András és Balázs László Gábor)
2. „Mutatvány” (Balázs László Gábor) 
3. "Hangszínház" – (Vörösmarty Marcell)

2007. szeptember, Salföld
1. „Tükröződések  I.”  Szaigjó (Saigyo) szerzetes és Villányi G. András szövegeinek montázsa. Fellép: Villányi G. András és Balázs László Gábor
2. „Mutatvány II.” (Balázs László Gábor)

2008. május, Ágasvári Turistaház
1. „Búcsú és Idő” (Villányi G. András és Balázs László Gábor)
2. „Az ős Kaján” (Balázs László Gábor)

2009. ELMARADT  
2010. augusztus, Magyarföld és Őriszentpéter
1. „Tükröződések II.” (Villányi G. András és Balázs László Gábor)
2. „Ki kérdezett?” (Balázs László Gábor)

2011. július, Szentendre
1. "A papagáj meséi  és az ember költeményei" 
(Villányi G. András, Balázs László Gábor és Balázs Gergely  hegedű)
2. „Szökj, lélek!” (Balázs László Gábor és Balázs Gergely hegedű)
3. Kellár F. János Immánuel  estje (Balázs László Gábor és Balázs Gergely hegedű)

2012. szeptember, Budapest, ELTE Füvészkert
1. "A semmi szilánkjai" (Villányi G. András és Balázs László Gábor és Talán Miklós, Kovács Zsolt táncművész- koreográfus és táncosai, Mondok Yvette  operaénekes)
2. "Irdatlan utakon" (Balázs László Gábor és Talán Miklós)

2013. Szeptember, Budapest, ELTE Füvészkert
1. "Tükrök és képek" Lázár Júlia  költő és Villányi G. András szerzői délutánja. Moderátor: Fodor György. Fellépnek: Balázs László Gábor, Egri Márta színész, Mondok Yvette, Pasqualetti Ilona színész és Talán Miklós.

2."Seb a cédruson" – versszínház. Balázs László Gábor, Balázs Gergely és Talán Miklós zenész.
2014.-ben két helyszínen több előadás
Július: Ágasvári Turistaház a Muzsikál az Erdő Fesztivál keretein belül. "Hála a lomboknak"
Fellépők: Balázs László Gábor, Kovács Zsolt táncművész- koreográfus, Sziráky Timea táncművész, Mondok Yvette operaénekes, Talán Miklós zenész és Villányi G. András.
Szeptember: Budapest, ELTE Füvészkert
1. "Metronóm" főleg Villányi G. András versei. Közreműködnek: Balázs László Gábor, Kovács Zsolt  táncművész- koreográfus és egy metronóm.
2. "Mutatvány" BLG versszínháza és Ted Hughes: Prométheusz a Sziklán Lázár Júlia tolmácsolásában. Közreműködik Balázs László Gábor, Kellár F.János Immánuel,  Lázár Júlia, Talán Miklós és Villányi G. András.

2015. szeptember 20. Budapest, Füvészkert - A FIN fennállásának 10. évfordulója. 
Ez alkalommal a házigazda (VGA) négy szerzőtársát hívta meg az
„Idő a versben, vers az időben” c. rendezvényre. Közreműködő költők: Ferencz Győző, G. István László, Gergely Ágnes, Lázár Júlia, Villányi G. András, Moderátor: Kállay G. Katalin
Közreműködők: Balázs László Gábor, Kovács Zsolt táncművész-koreográfus, Mondok Yvette - koloratúr szoprán, Talán Miklós a „zenei hang”.

2016. szeptember 17. Budapest, ELTE Füvészkert
„Valami vagy semmi, és vers”  Fellépő költők: Györe Gabriella, Jász Attila, Tóth Imre, Villányi László, Villányi G. András. Moderátor: Fodor György.
Ennek a FIN-nek további jelentős eseménye, hogy ekkor debütált az UKIHASHI (úszóhíd) c. opera néhány részlete  Zeneszerző: Zarándy Ákos, Villányi G. András írta az opera librettóját a 9. századi japán költőnő Ono no Komacsi (Ono no Komachi) és saját szövegei dialógusaként. Előadták: Dani Dávid- basszus, Mondok Yvette - szoprán, Mikecz Kornél - basszus, Philipp György - kontratenor, Razvaljajeva Anasztázia - hárfa és Varga Donát - tenor.

2017. szeptember 17. Budapest, ELTE Füvészkert
"Mono no aware, avagy múlandóság és hála" Közreműködő költők: Acsai Roland, Jász Attila, Ladik Katalin, Térey János és a házigazda Villányi G. András. Moderátor: Fodor György. A 2016-ban debütált Ukihashi opera újabb részleteit is bemutatták Razvaljajeva Anasztázia - hárfa és Dani Dávid - basszus. A "Sziromlét" c. balettjátékát Kovács Zsolt mutatta be, kavalon kísérte Talán Miklós.

2018. szeptember 16. Budapest, ELTE Füvészkert
"Szerelem és idő"    Közreműködő költők: Gulisio Tímea, Gyukics Gábor, Nádasdy Ádám és a házigazda Villányi G. András. Moderált: Fodor György
Újabb Áriák az Ukihashi c. operából (Zarándy Ákos, Villányi G. A.) előadják: Dani Dávid (basszus) Sipos Marianna (szoprán), Bábel Klára (hárfa)

2019-ben két alkalommal kerül megrendezésre, azonos témakörben más szereplőkkel és helyszínen.
augusztus 31. Tihanyi Bencés Apátság 18:00-20:00
"Határok: világban ember, emberben világ. Bent van kint?" házigazda: Villányi G. András, közreműködik: Jász Attila. Moderál: Báti Márk-Lázár testvér
szeptember 21. ELTE Füvészkert 15:00-16:45 Házigazda: Villányi G. András, közreműködik: Jónás Tamás, Marno János, Németh Gábor. Moderál Kállay Géher Katalin

2020 Koronavírus járvány miatt elmarad
2021 Koronavírus járvány miatt elmarad, ám az elmaradt rendezvény pótlásra kerül 2022 áprilisában
2022.04.09. "In memoriam A-Z és Tóth Imre"  házigazda: Villányi G. András, közreműködik: Berta Ádám, Jász Attila, Villányi László, beszélgetőtárs: Iványi Gábor. Moderál: Szemes Péter
2023. szept.16. ELTE Füvészkert
„Memento mori és a teljes élet tapasztalata” házigazda: Villányi G. András, közreműködik: Bánki Éva, Jász Attila, Laár András. Mondok Yvette operaénekes. Moderál: Fodor György